# Crestonica occidentalis
Crestonica occidentalis är en fjärilsart som beskrevs av Sergius G. Kiriakoff 1958. Crestonica occidentalis ingår i släktet Crestonica och familjen tandspinnare. Inga underarter finns listade i Catalogue of Life.